# Serie Fever Crumb
La serie Fever Crumb (Fever Crumb Series) è un ciclo di romanzi per ragazzi fantasy con elementi steampunk scritto da Philip Reeve e pubblicato a partire dal 2009.

## Romanzi del ciclo
1. Fever Crumb (2009)
2. A Web of Air (2010)
3. Scrivener's Moon (2011)

## Personaggi principali
- Fever Crumb, la protagonista più grande